# Au (Illertissen)

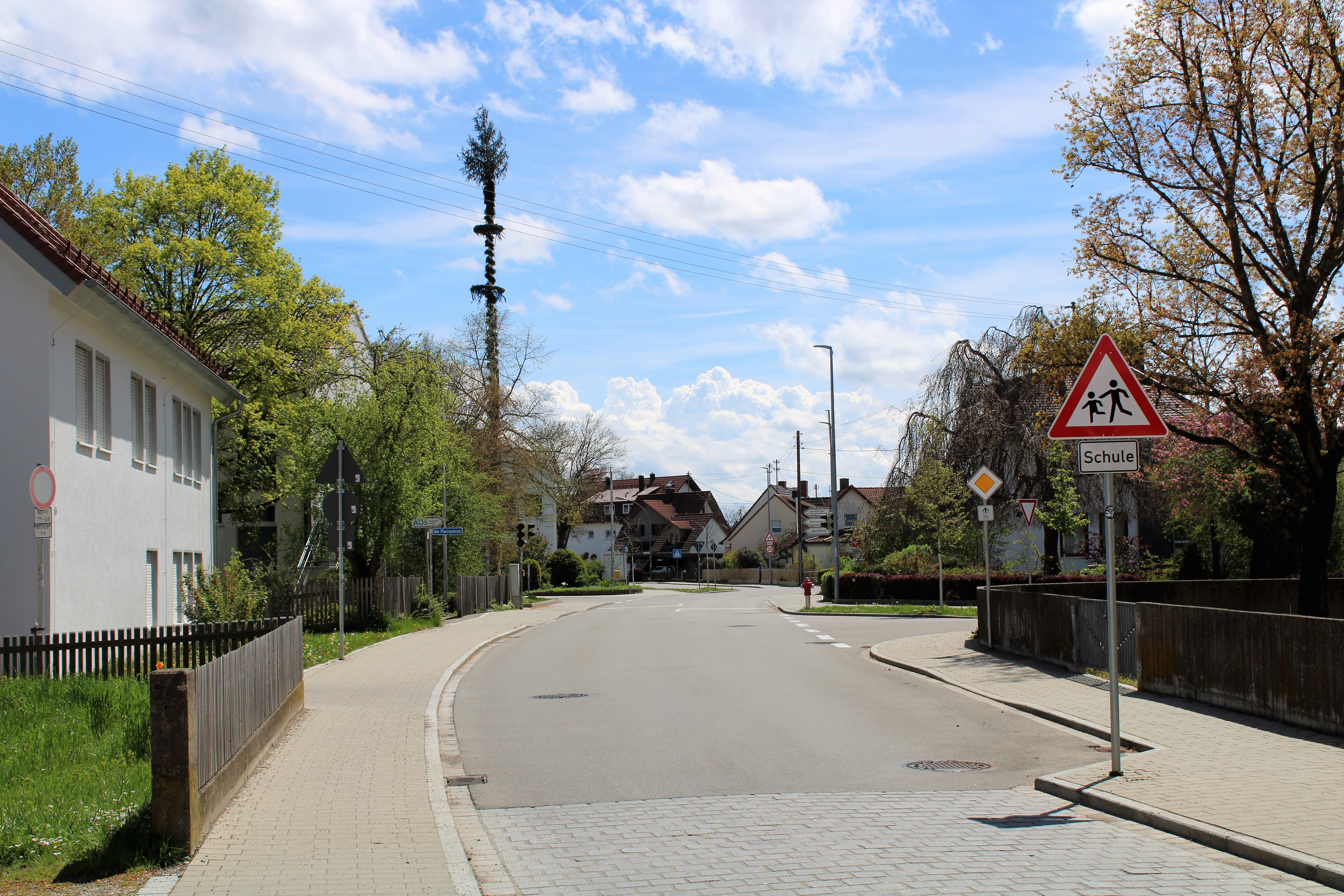
Ortsansicht von Au

Au ist ein Gemeindeteil der Stadt Illertissen im schwäbischen Landkreis Neu-Ulm, Bayern.

## Geographie
Das Pfarrdorf liegt drei Kilometer nordwestlich des Stadtzentrums und unmittelbar östlich des Illerkanals.

## Geschichte
Die ehemals selbstständige Gemeinde wurde erstmals 1280 in einer Urkunde erwähnt. Über Jahrhunderte zugehörig zur Herrschaft Brandenburg, wechselte es 1539 in den Besitz des Hauses Fugger und von dort als Lehen zu Dietenheim-Brandenburg-Au. Am 25. Dezember 1805 kam Au nach dem Frieden zu Preßburg-Böhmen zum Königreich Bayern.
Regelmäßig bis zur Regulierung der Iller und dem Bau des Illerkanals kam es über Jahrhunderte zu Überschwemmungen in Au und den angeschlossenen Ort Dornweiler. Im Jahre 1860 erreichte die Industrialisierung mit dem Bau der Ölmühle am Mühlbach den Ort.
Die ehemals selbständige Gemeinde im aufgelösten Landkreis Illertissen mit den Ortsteilen Bruckhof und Dornweiler wurde am 1. Januar 1978 im Rahmen der Gebietsreform in die Stadt Illertissen eingemeindet.

## Bevölkerungsentwicklung
Es handelt sich um Einwohnerzahlen nach dem jeweiligen Gebietsstand bis 1970 und ohne die heute zugehörigen Ortsteile. Die Bevölkerungszahl im Ort von 1987 wurde als Gemeindeteil der Stadt Illertissen angegeben. Die Zahlen sind Volkszählungsergebnisse mit Archivierungen des Bavarikon Internetportals des Freistaats Bayern.
| Jahr      | 1871 | 1925 | 1950 | 1970 | 1987 |
| Einwohner | 316  | 468  | 840  | 1342 | 2039 |

## Wirtschaft
Mit der Gründung eines chemisch-pharmazeutischen Betriebes namens Grünau GmbH folgte ein wirtschaftlicher Aufschwung. Heute ist dieses Unternehmen ein Teil der BASF Personal Care and Nutrition, sowie dem Pharmaunternehmen Heinrich Mack Nachf., später ein Teil der Pfizergruppe, heute als R-Pharm im Besitz eines russischen Investors.

## Kultur und Sehenswürdigkeiten
- Die katholische Pfarrkirche Mariä Himmelfahrt wurde 1496 erbaut. Das Gebäude ist ein Saalbau mit eingezogenem Polygonalchor und Satteldachturm. Das Langhaus wurde um 1700 verlängert.
- Gefallenendenkmal an der katholischen Pfarrkirche aus dem Ersten und Zweiten Weltkrieg.

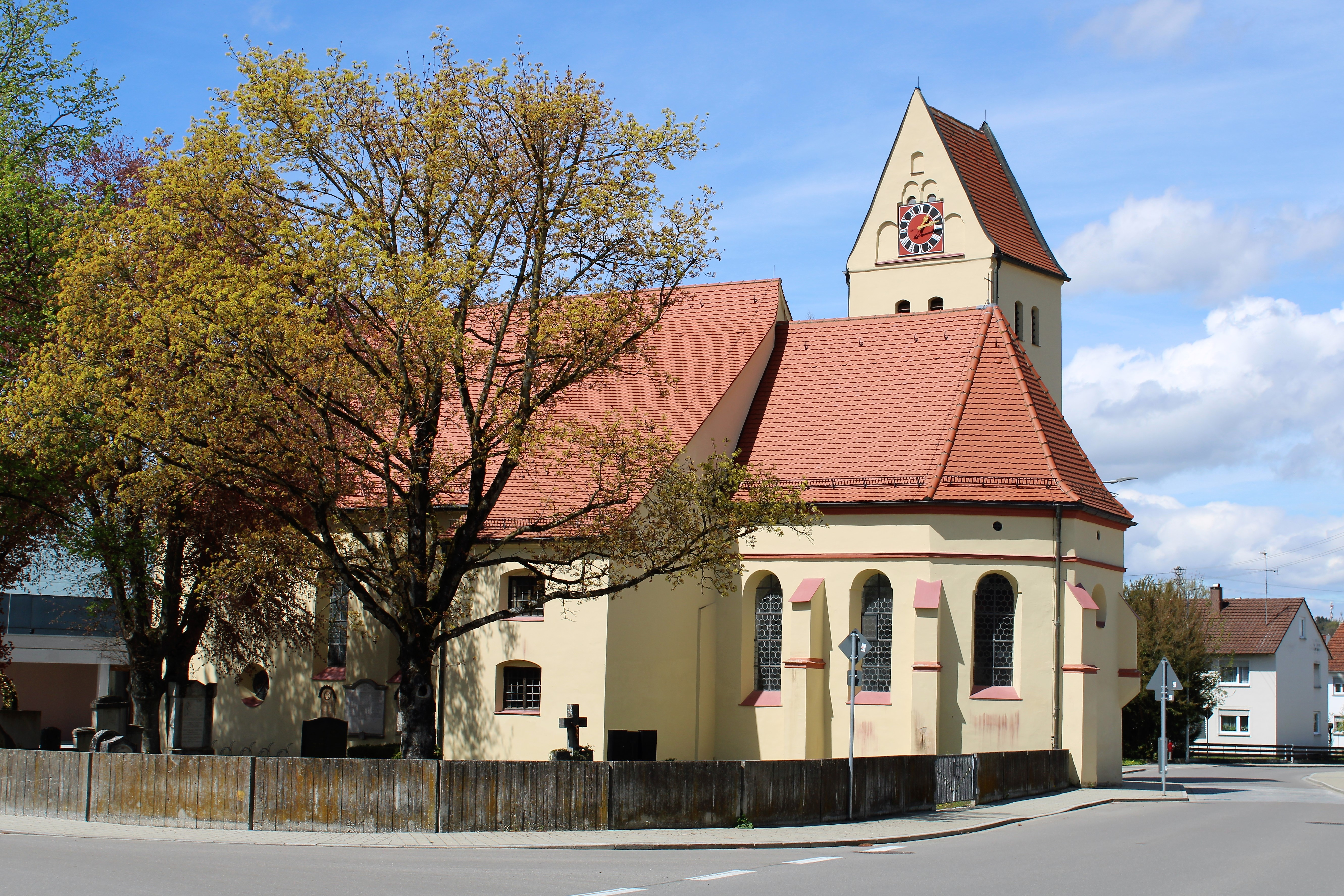
Katholische Pfarrkirche
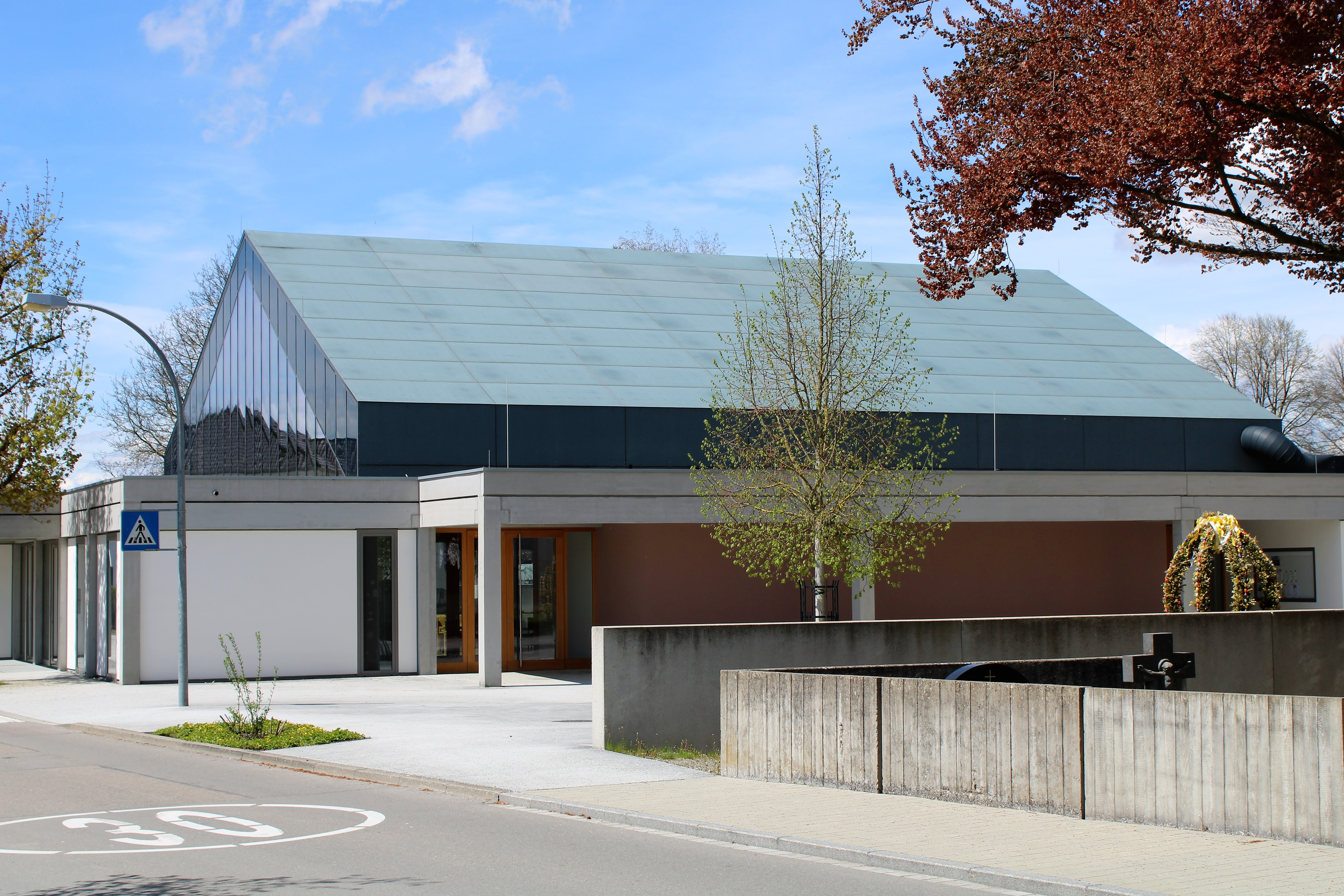
Pfarrzentrum im Ort
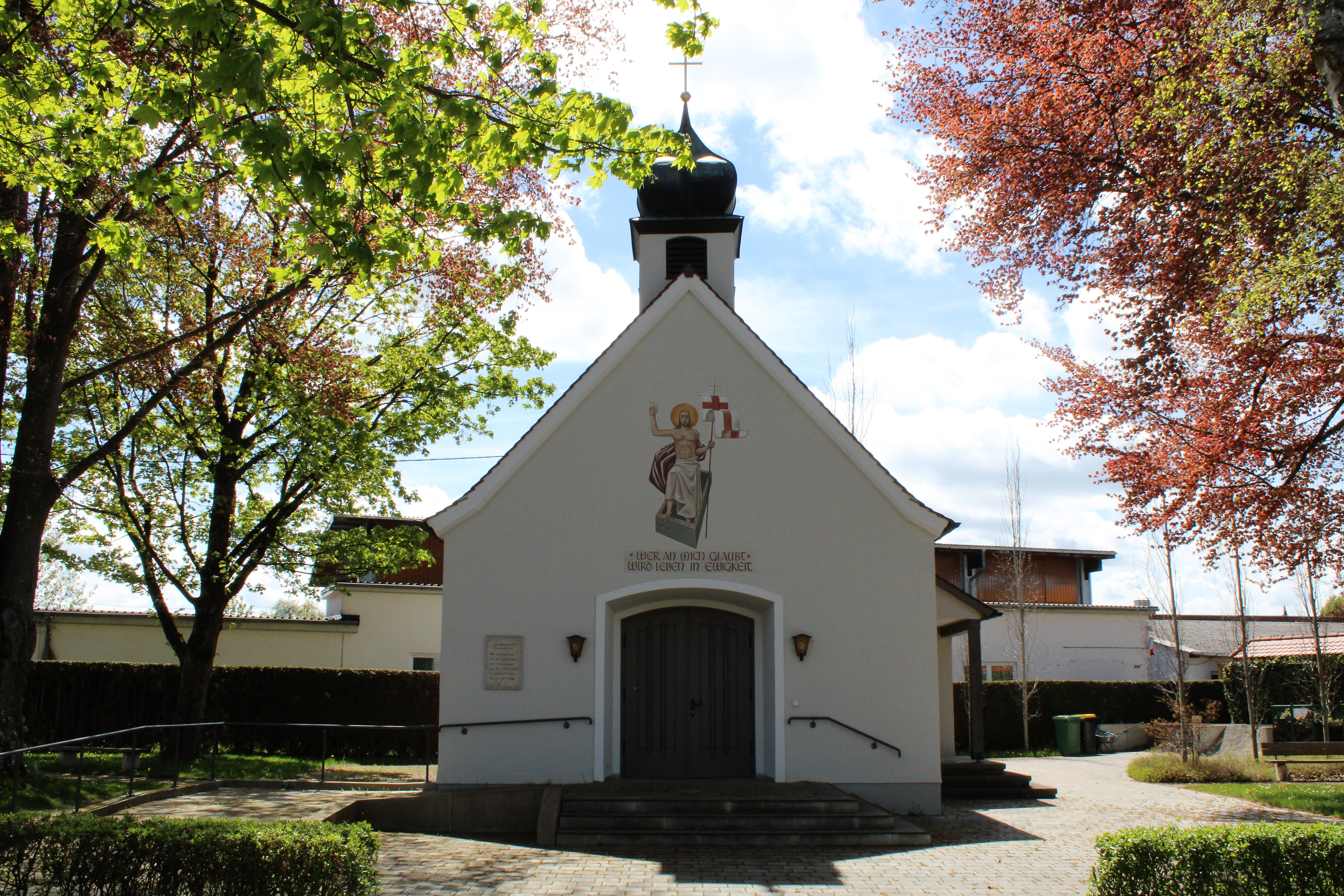
Friedhofskapelle
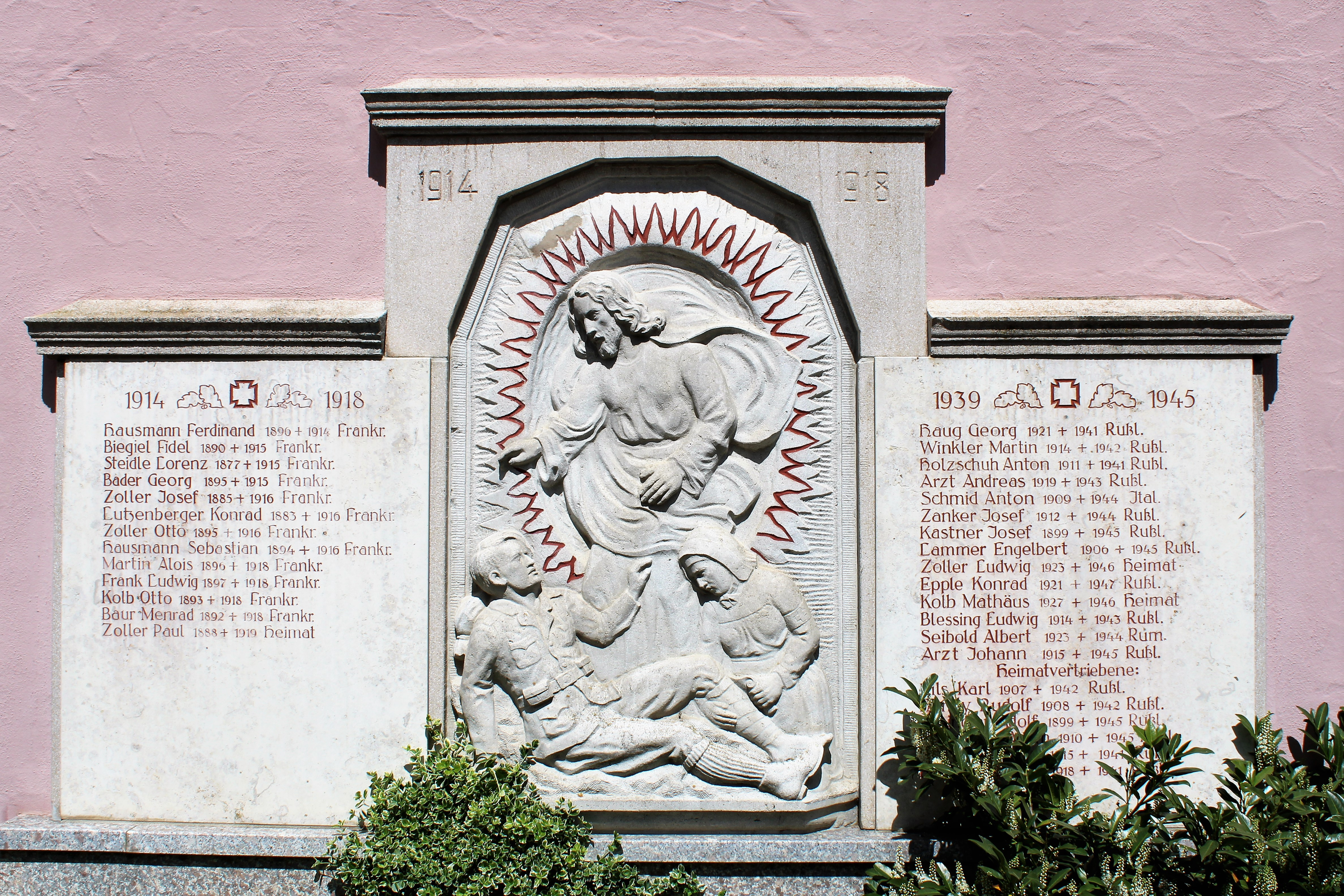
Gefallenendenkmal bei der Kirche
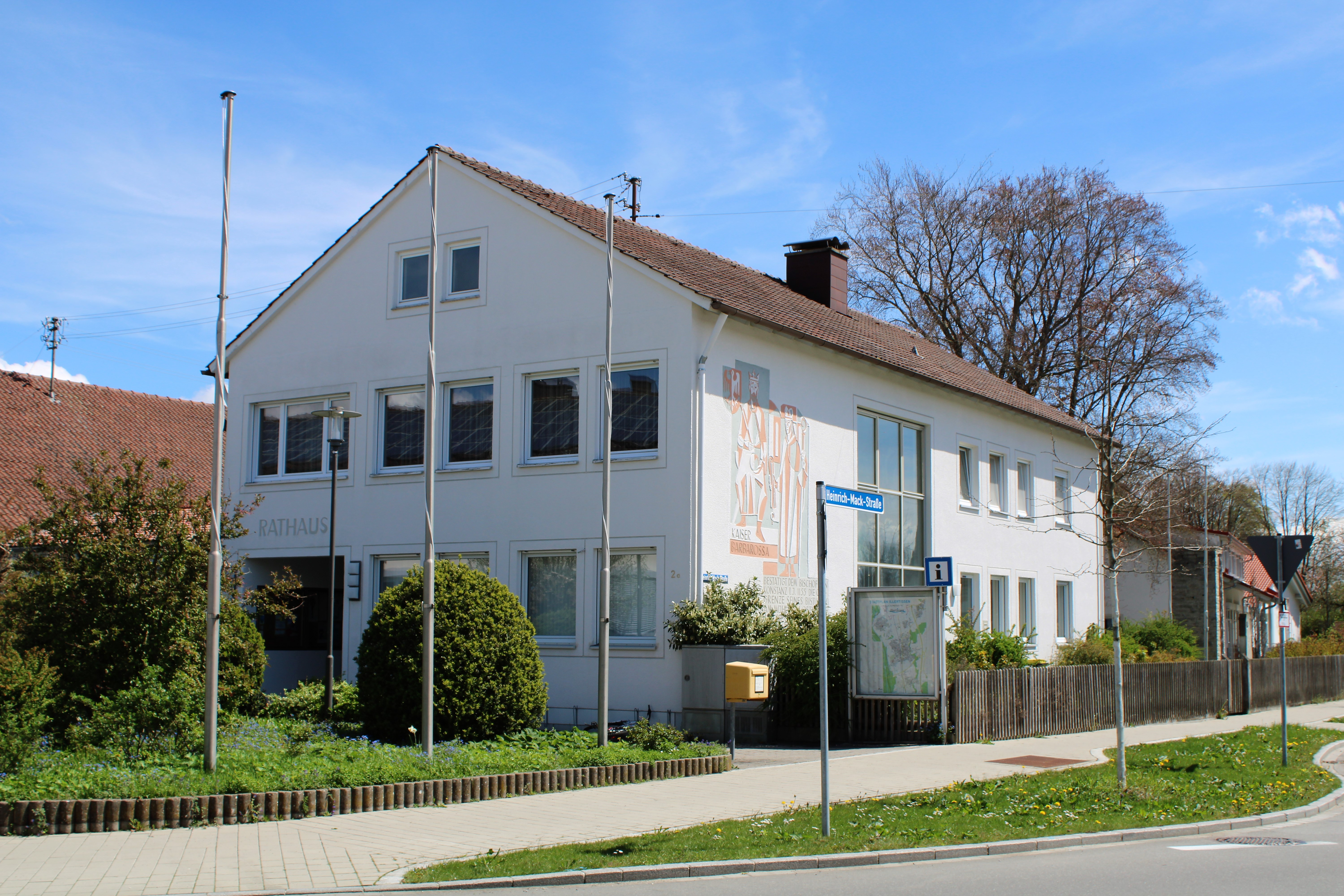
Rathaus in Au
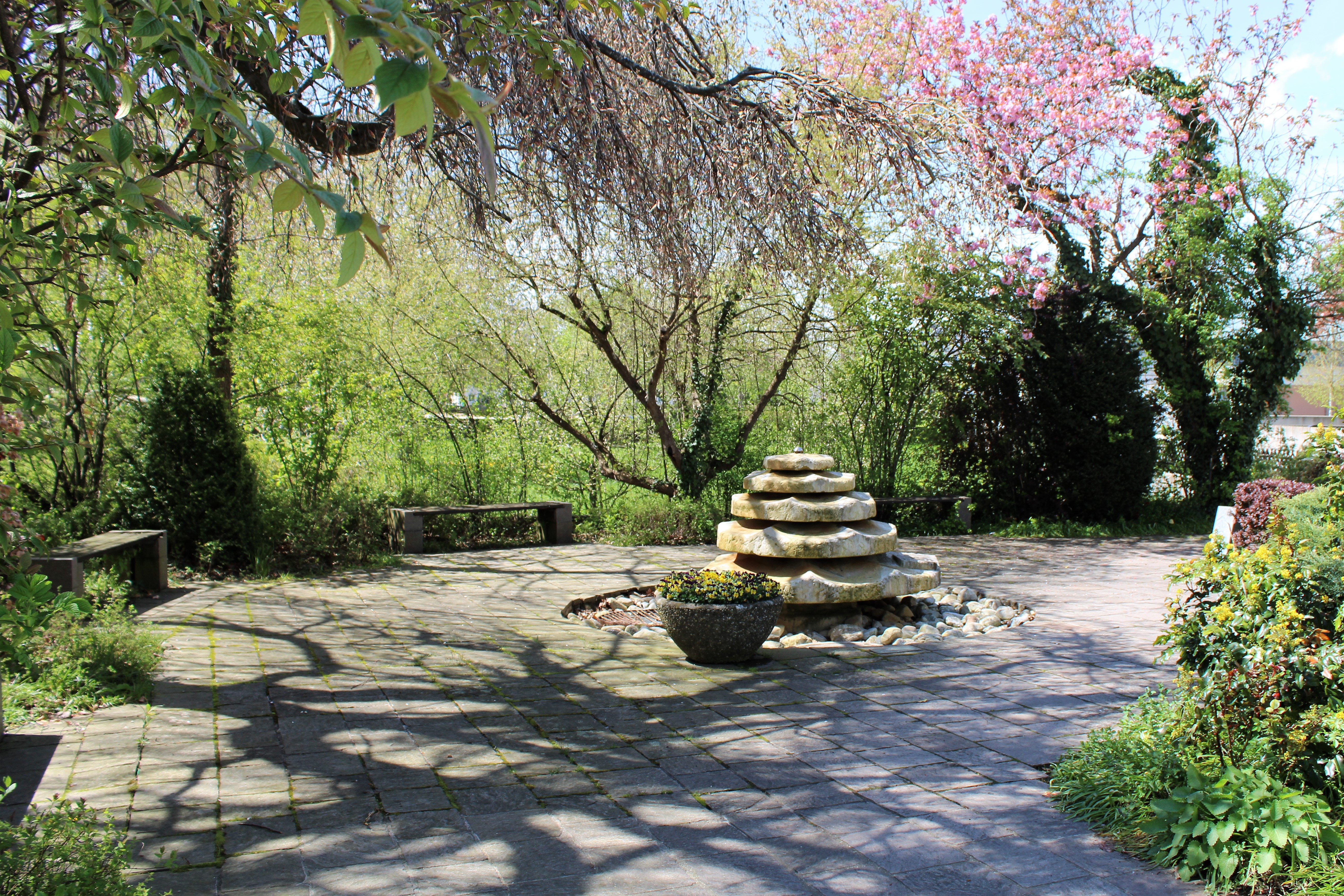
Ort zum Verweilen mitten im Dorf
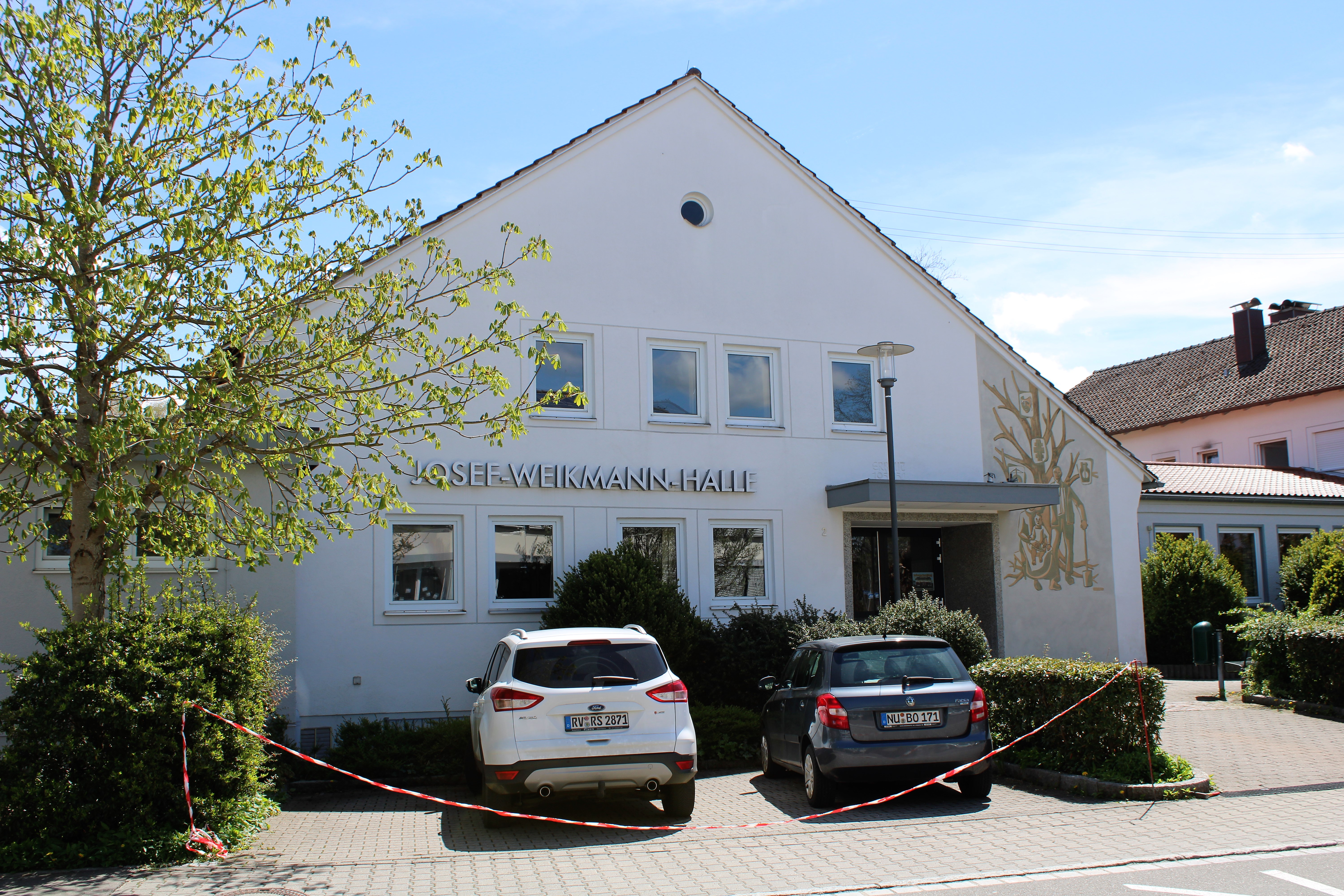
Josef-Weikmann-Halle

Siehe: Liste der Baudenkmäler in Au

## Bildung

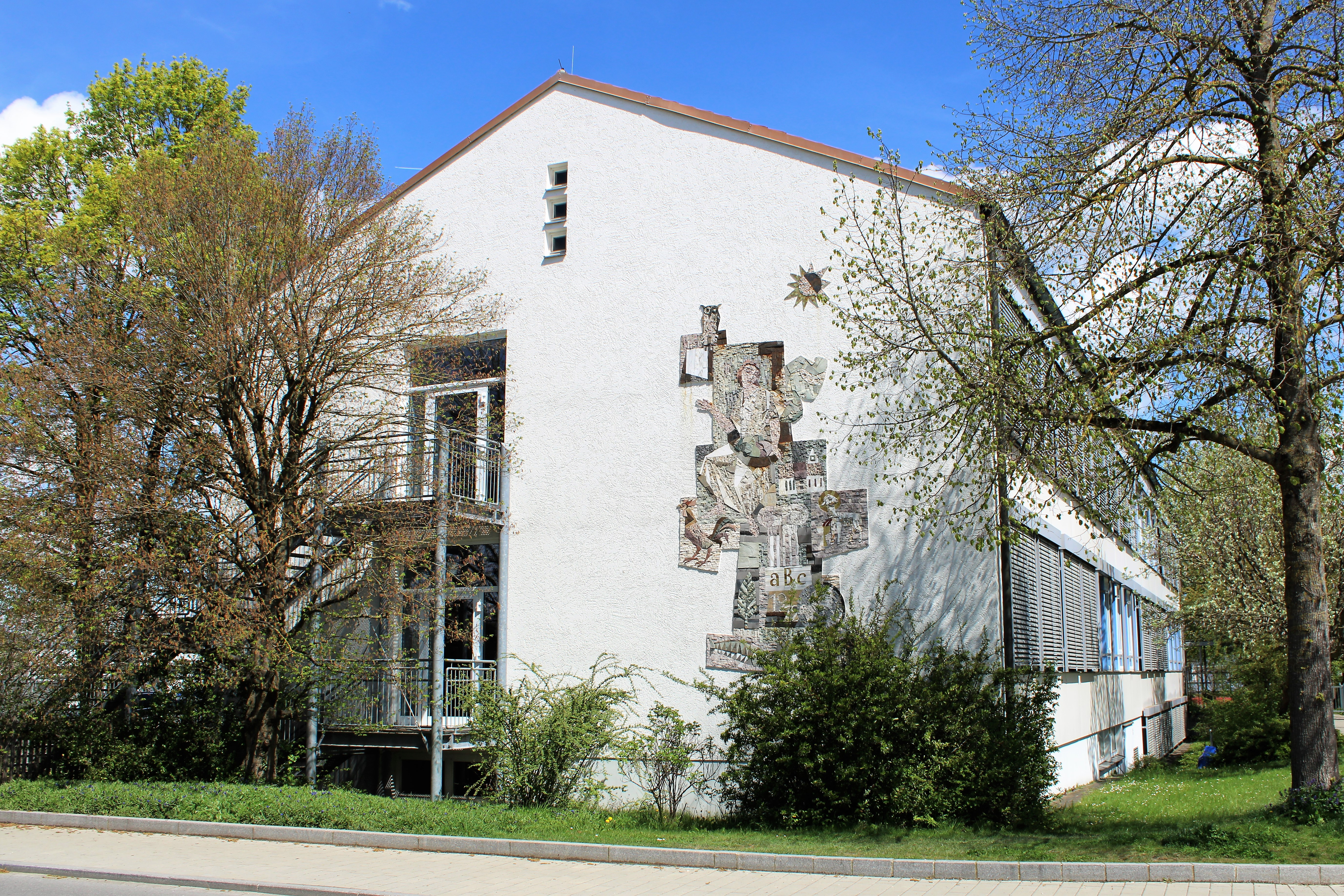
Karl-August-Forster-Grundschule in Au

- Der „Liselotte Forster“ Kindergarten wurde im Jahr 1963 gegründet. 2013 wurden Renovierungsarbeiten und Umbauten durchgeführt. Der Kinderhort betreut bis zu 75 Kinder ab 3 Jahren bis zum Schuleintritt.
- Bereits seit 1827 befindet sich eine Schule im Ort. Im Jahr 1972 wurde die alte Schule umgebaut, der Dachstuhl erneuert und um einen Neubau erweitert. Heute werden in der Karl-August-Forster-Grundschule Kinder in den Klassen 1 bis 4 unterrichtet.[4]

## Sport- und Kulturvereine
- SpVgg Au/Iller
- Arbeiterwohlfahrt - Seniorenclub
- Bayer. Bauernverband Au

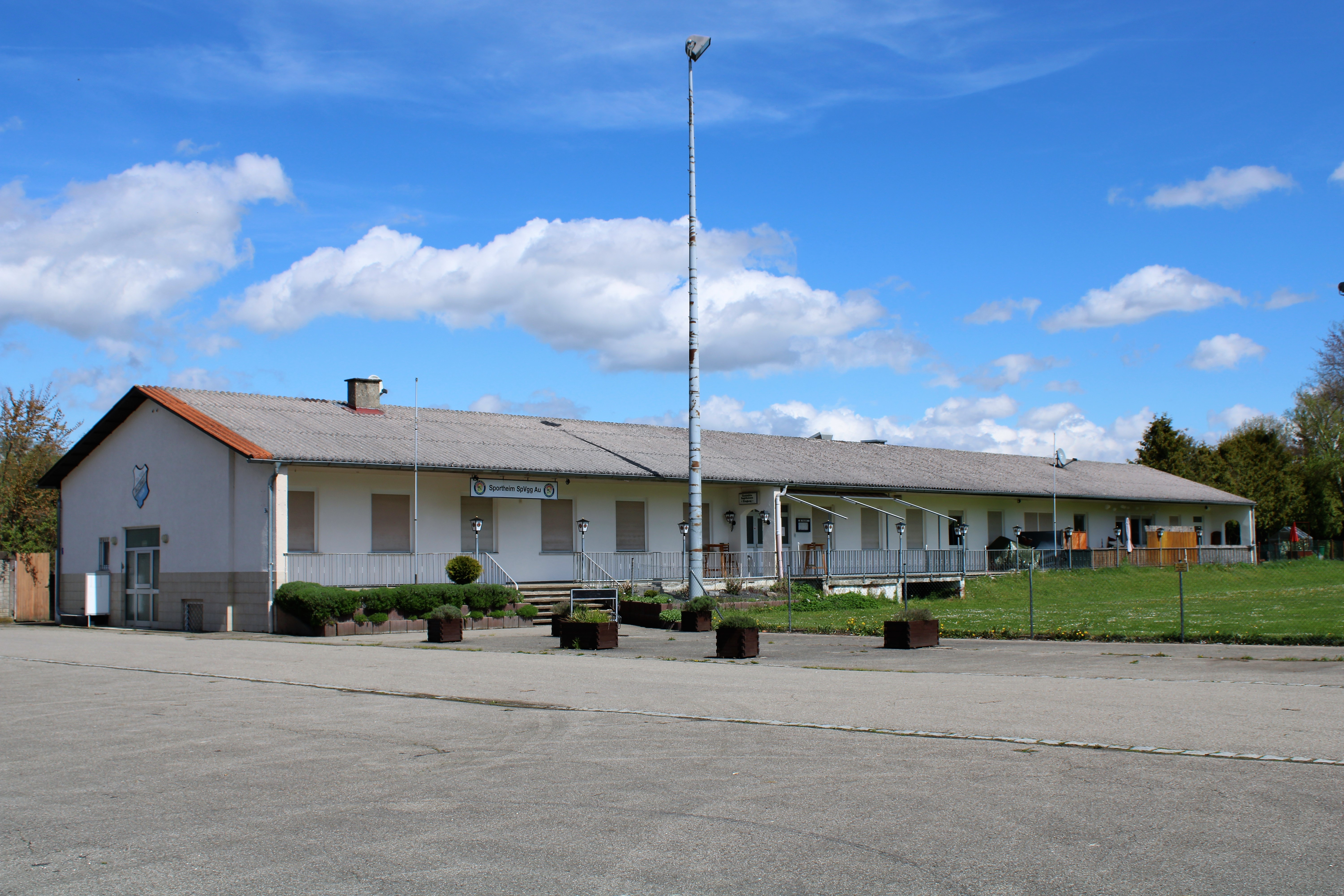
Sportheim

- Berg- und Radfreunde Au e. V.
- Carneval-Club Au
- Chorgemeinschaft Au/Iller e. V.
- Feuerwehrverein Au
- Fischereiverein Au e. V.
- Jagdgenossenschaft Au
- Kulturring Au
- Musikverein 1901/56 Au/Iller e. V.
- Obst- und Gartenbauverein Au
- Schützenverein Au/Iller e. V.
- Krieger- und Soldaten Verein